# Rosamunda (brano musicale)

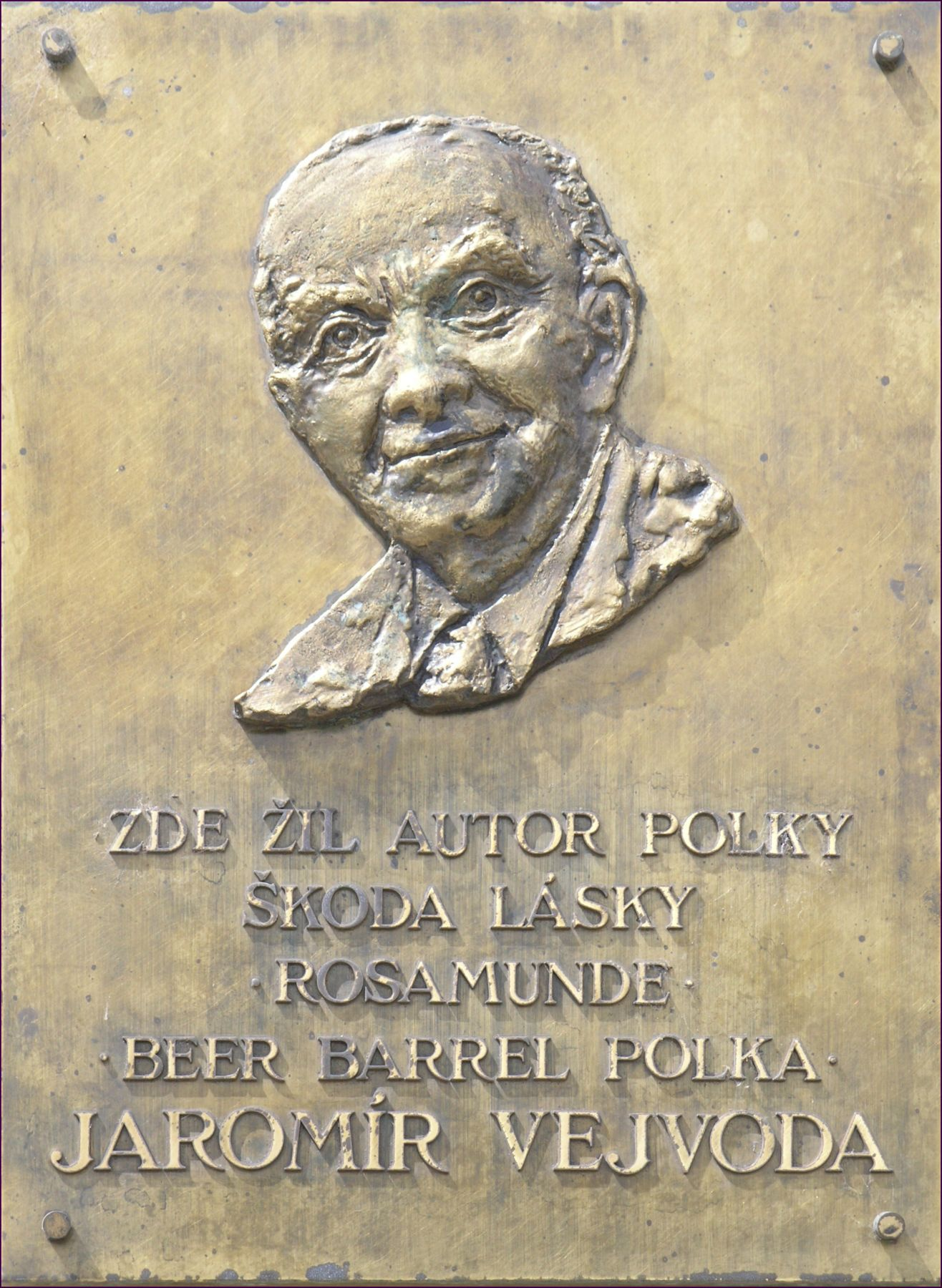
Targa commemorativa dell'autore, Jaromir Vejvoda

Rosamunda è il nome italiano di una polka che divenne famosa durante la Seconda guerra mondiale.
La musica fu scritta dal compositore ceco Jaromír Vejvoda nel 1927, arrangiata da Eduard Ingriš e presentata col titolo Modřanská polka. Il primo testo fu scritto nel 1934 da Václav Zeman ed il titolo mutò in Škoda lásky (italiano: "Peccato dell'amore (che ho provato per te)"). La polka divenne famosa a tal punto che, nel 1938, furono venduti più di un milione di copie dei dischi con la versione in tedesco.
 Nel 1939, poco prima dello scoppio della guerra, Shapiro Bernstein comprò la licenza per il mercato statunitense ed editò la canzone con il titolo Beer Barrel Polka, arrangiata da Lew Brown e Wladimir Timm con il testo e titolo inglese. Successivamente fu inserita nel repertorio di grandi musicisti come Andrews Sisters, Glenn Miller, Benny Goodman e Billie Holiday. Le Sorelle Andrews ne hanno inciso due versioni, la seconda dal titolo Here comes the navy divenne un inno non ufficiale della Marina degli Stati Uniti nella seconda guerra mondiale. Dopo la seconda guerra mondiale il testo americano di "Beer Barrel Polka" fece eco e nella discografia cecoslovacca entrò il nuovo titolo Pojď sem s tím sudem ("Vieni qui con quel barile") basato sul titolo e testo americano.
 
Nel 1954 il fisarmonicista italiano-americano John Serry ha organizzato la canzone per la sextette della fisarmonica e ha registrato la canzone per RCA Records (RCA Thesaurus, 1954)  

In Italia è possibile sentirla nel repertorio di molte orchestre di ballo liscio, con il testo in italiano scritto da Nisa. La canzone ha avuto un rilancio in Italia quando nel 1972 la cantante romana Gabriella Ferri ne incise una versione nell'album L'amore è facile, non è difficile, presentandola in vari programmi televisivi. L'Orchestrina Vesuvio, nel 1950, ne incide una versione strumentale. Il fisarmonicista Mario Battaini nel 1969 ne registra la versione strumentale, inserita nel 1973 nell'album 12 successi della musica da ballo con la travolgente fisarmonica di Mario Battaini (Raccolta n. 2). Lo stesso fa il fisarmonicista Gigi Stok nel 1977 nella raccolta Batticuore/Quattro soldi di liscio (Cetra, DPU 67). Nel 1983 Cesare Vaia e Polkadisco la eseguono nell'album Italian disco boys (New Eco, NELP 204). Nel 2016 Daniel Sax e Salvatore Amato la eseguono nell'album Dance party.
La squadra di calcio tedesca Bayern München usa la melodia di Beer Barrel Polka per la loro canzone FC Bayern, lala lalala lala.
Utilizzo nazista. Va inoltre ricordato l'uso di questo brano ad Auschwitz, insieme ad altre marce: eseguito da una fanfara, accompagnava l'andata ed il ritorno dei prigionieri al lavoro, come riportato da Primo Levi.  La canzone è  stata per questo riscritta da Vinicio Capossela (cfr. https://www.antiwarsongs.org/canzone.php?lang=it&id=41948).

## Titoli nelle varie lingue
- Italiano: Rosamunda
- Ceco: Škoda lásky
- Croato: Rozamunda
- Danese: Hvor er min Kone
- Inglese: Beer Barrel Polka oppure Roll Out the Barrel oppure  Here comes the navy
- Francese: Frida oum Papa
- Tedesco: Rosamunde
- Ungherese: Sej-haj Rozi
- Giapponese: Beer Taru polka
- Polacco: Banda oppure My młodzi, my młodzi, nam bimber nie zaszkodzi... (Szkoda miłości)
- Portoghese: Barril de Chopp/Chope
- Spagnolo: Polka del Barril
- Svedese: Ut i naturen
- Ucraino: Не вернуться роки мої молоді
- Olandese: Rats kuch en bonen
- Finlandese: Böömiläinen polkka; Hei hei mukaan jokainen; Tonttujen joulupolkka